# Achseten
Achseten ist eine ausgedehnte Streusiedlung im Engstligental auf dem Gemeindegebiet von Frutigen, Kanton Bern, Schweiz. Je nach Definition wird auch noch das Gebiet südlich des Otternbachs und des Marchbachs der Gemeinde Adelboden zu Achseten gezählt.

## Lage
Achseten liegt zwischen Frutigen und Adelboden. Zentrum der Ortschaft ist die kleine Häusergruppe um die reformierte Kirche auf dem Talboden, wo sich auch die Abzweigung zu den höher gelegenen und zu Achseten gehörigen Ortschaften Elsigbach und Höchst befindet. Die Streusiedlung Achseten erstreckt sich über das ganze Gebiet zwischen Frutigen und Adelboden in einem Bereich zwischen 800 m ü. M. und 1800 m ü. M.
Höchster Punkt ist der bereits auf Adelbodner Gemeindegebiet gelegene Berg Gsür mit 2710 m ü. M.

## Geschichte
Achseten gehört politisch und kirchlich seit dem Mittelalter zu Frutigen. Achseten und Elsigbach bilden heute je eine Bäuert der Gemeinde Frutigen. Seit 1939 besteht eine reformierte Kirche in Achseten. Ausserdem gibt es eine methodistische Kirche und zwei Niederlassungen der Freikirche Gemeinde für Christus (GfC). Achseten erhielt im Verlauf des 20. Jahrhunderts drei Schulhäuser an den Standorten Ried, Rinderwald und Elsigbach. Letzteres wurde im Jahr 1949 erbaut.
Wirtschaftlich sind seit der ersten Besiedlung die alpine Landwirtschaft und die Holzwirtschaft die zentralen Erwerbszweige. Im 20. Jahrhundert gewann der Tourismus erheblich an Bedeutung.

## Sehenswürdigkeiten
- Reformierte Kirche, 1838/39 erbaut im Geist der Heimatschutzarchitektur von Hans Klauser. Das farbige Chorfenster mit der Kreuzigung Christi stammt aus der Werkstatt von Henri Vermeil und Auguste Labouret, die dasselbe Motiv bereits 1937 in der reformierten Kirche Porrentruy realisiert hatten.
- Bergbahnen Elsigbach–Höchst–Elsigalp mit einer Kabinenbahn im Sommer- und sieben Liftanlagen im Winterbetrieb
- Fussgänger-Hängebrücke Hostalden von Theo Lauber aus dem Jahr 2006
- Ladholz-Brücke, Stabbogenbrücke von Robert Maillart aus dem Jahr 1931
- Begehbare Schlucht Pochtenkessel und Cholerenloch
- Unterer Elisgsee, ein Wasserreservoir für das Skigebiet, dient im Sommer als Badesee
- Oberer Elsigsee, ein Natursee auf 1885 m ü. M.
- Lochbachfall, ein 40 m hoher Wasserfall bei Elsigbach

## Galerie

### Natur

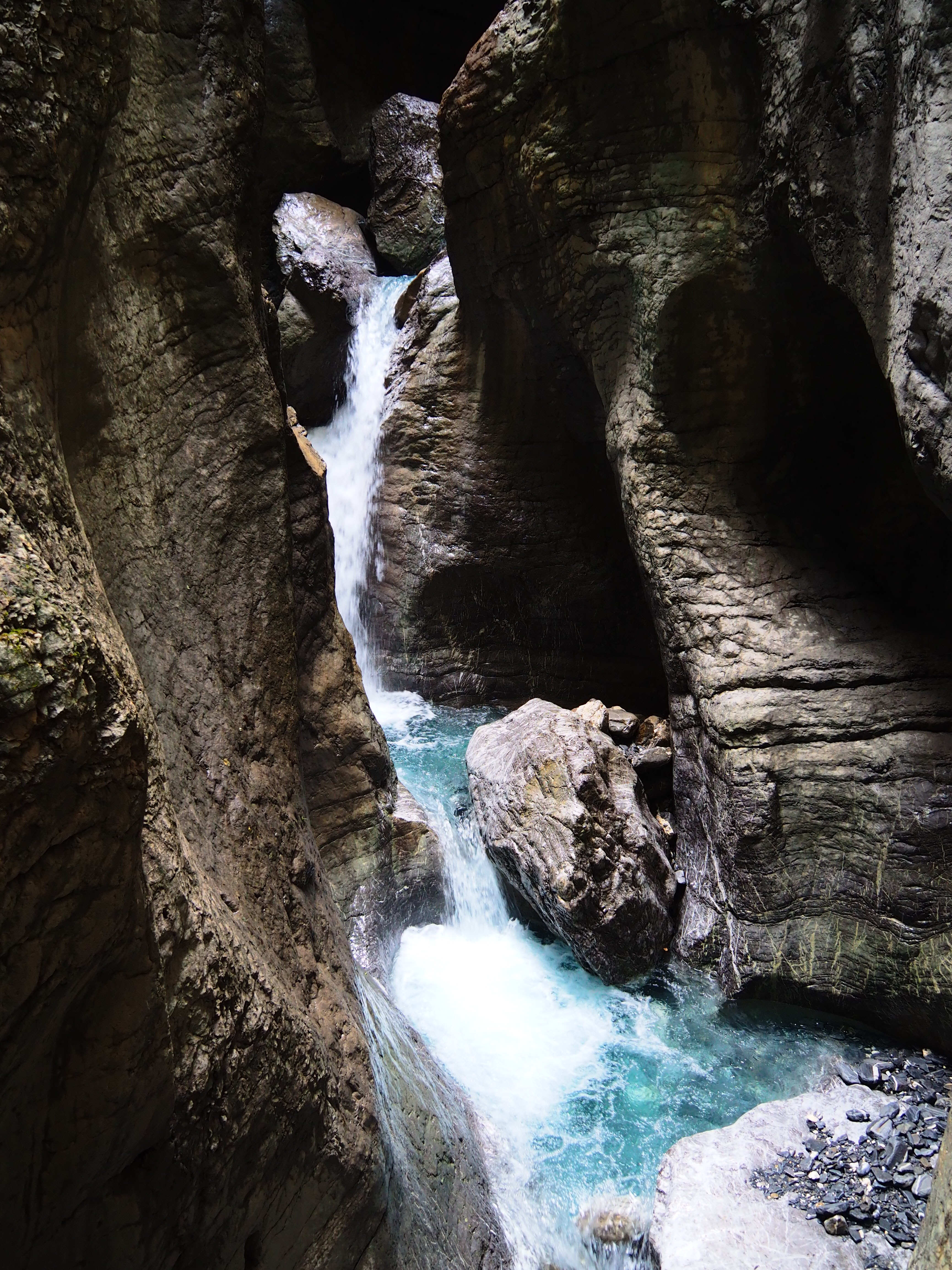
Choleren-Loch
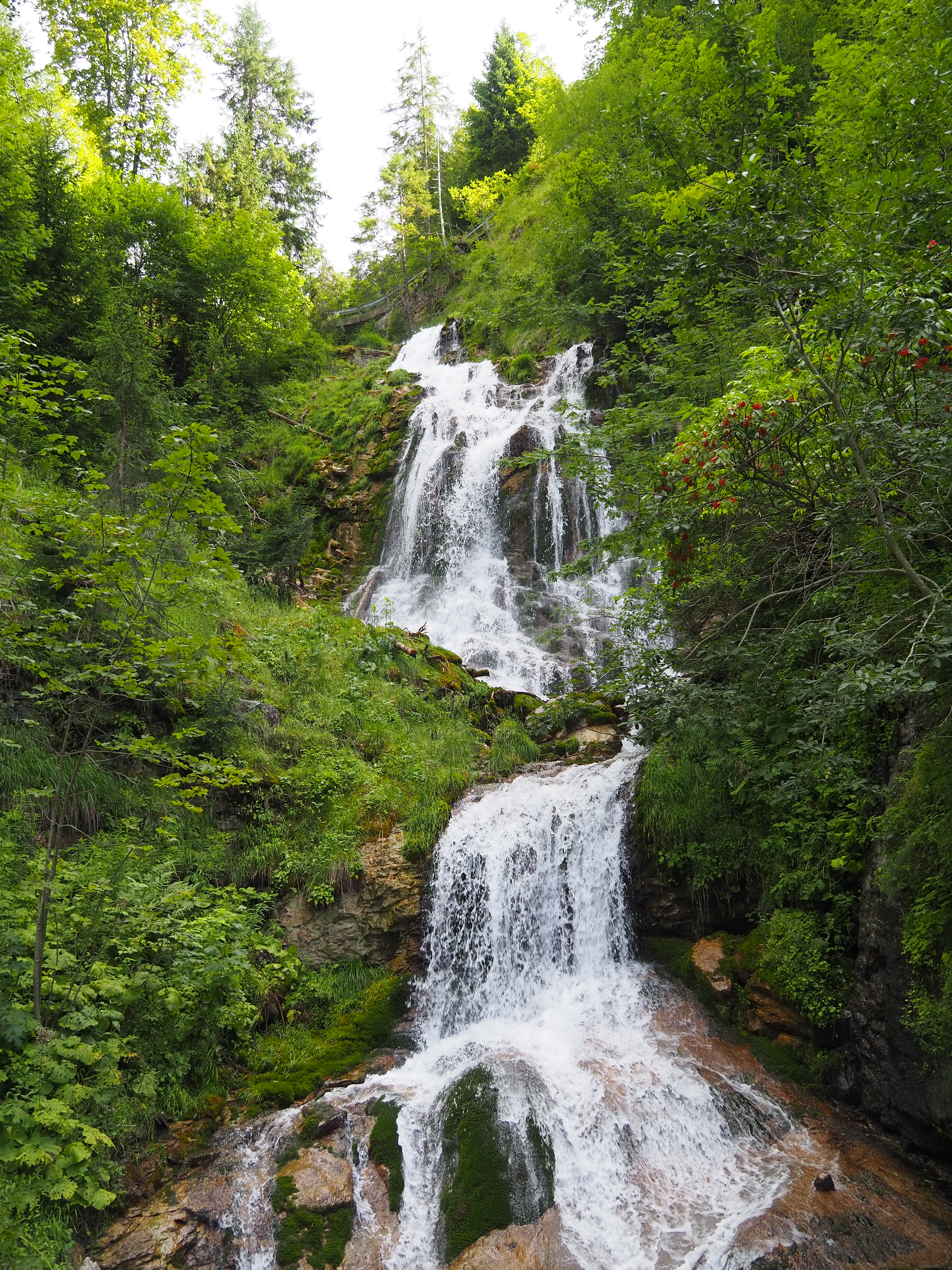
Lochbachfall
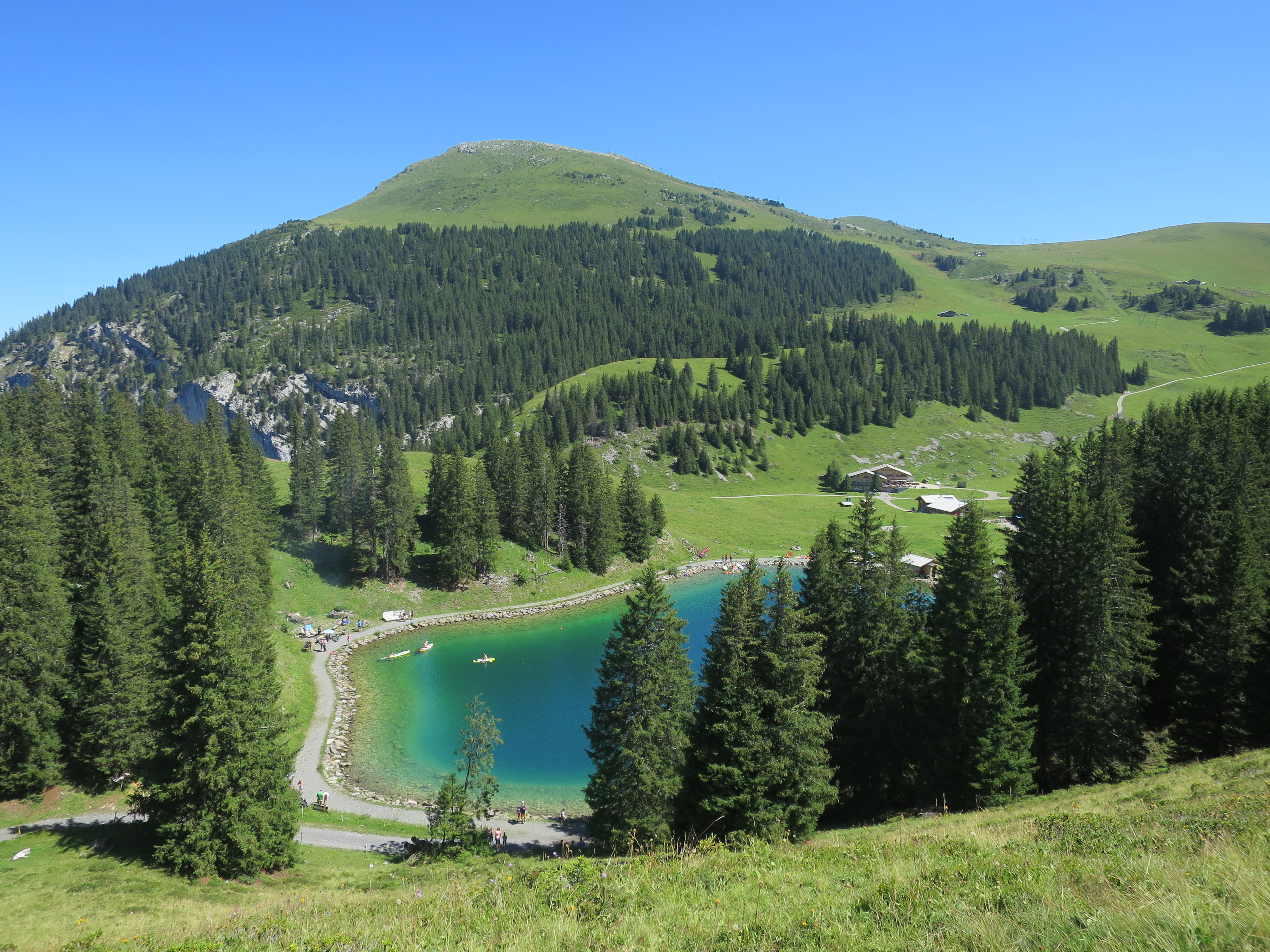
Unterer Elsigsee mit Elsighorn
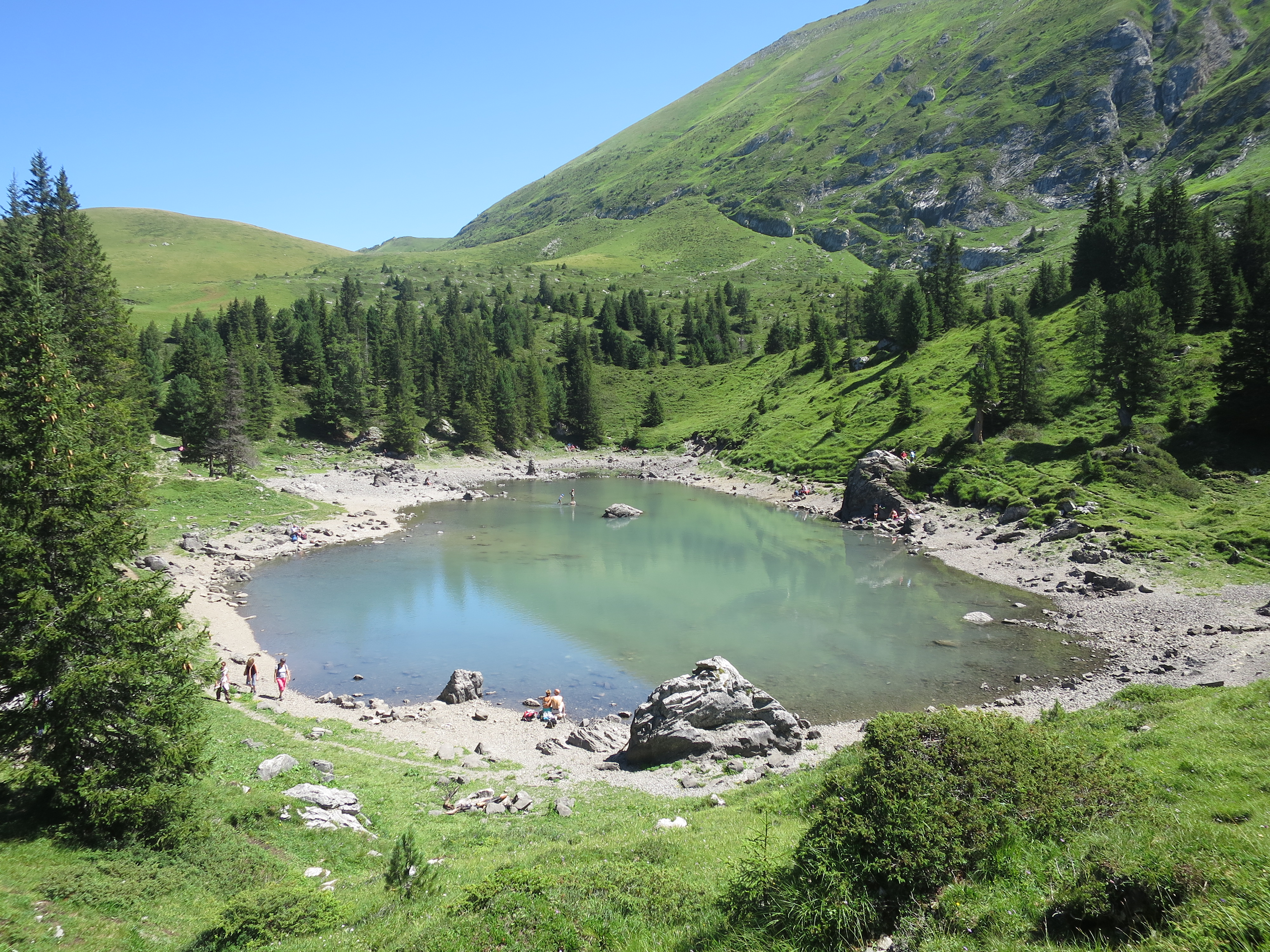
Oberer Elsigsee
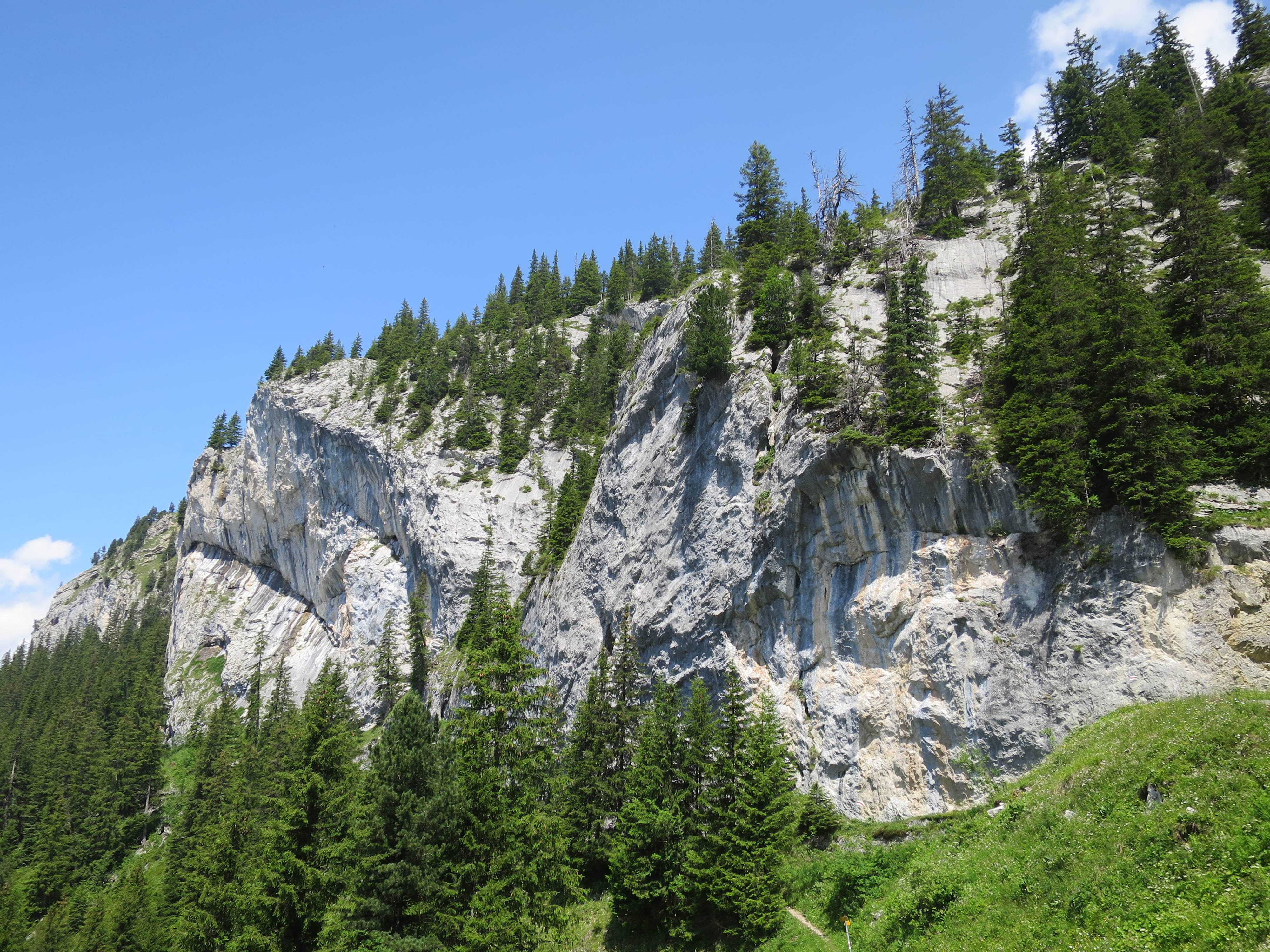
Felswand bei der Elsigenalp
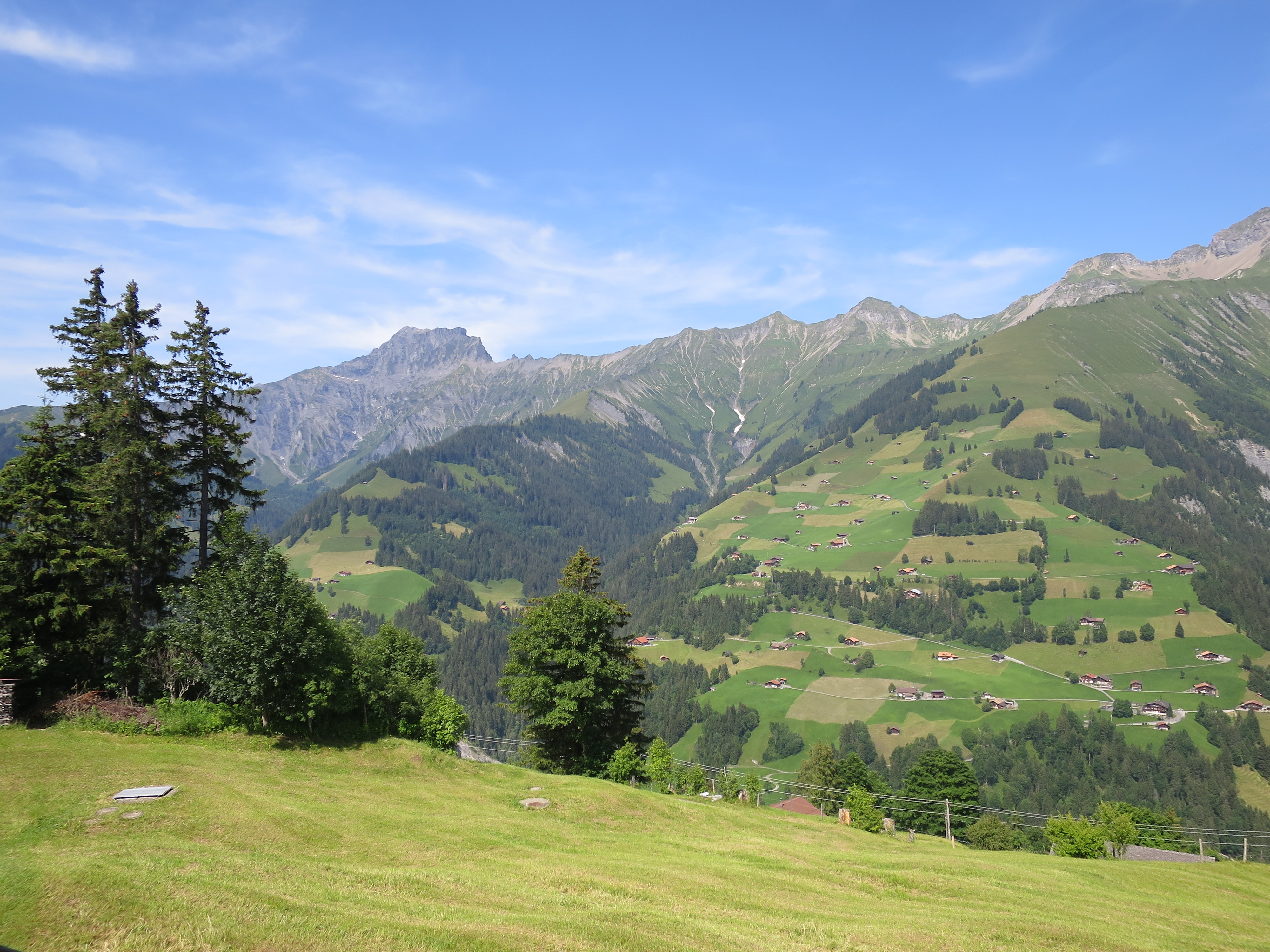
Blick über Achseten zum Gsür

### Bauwerke

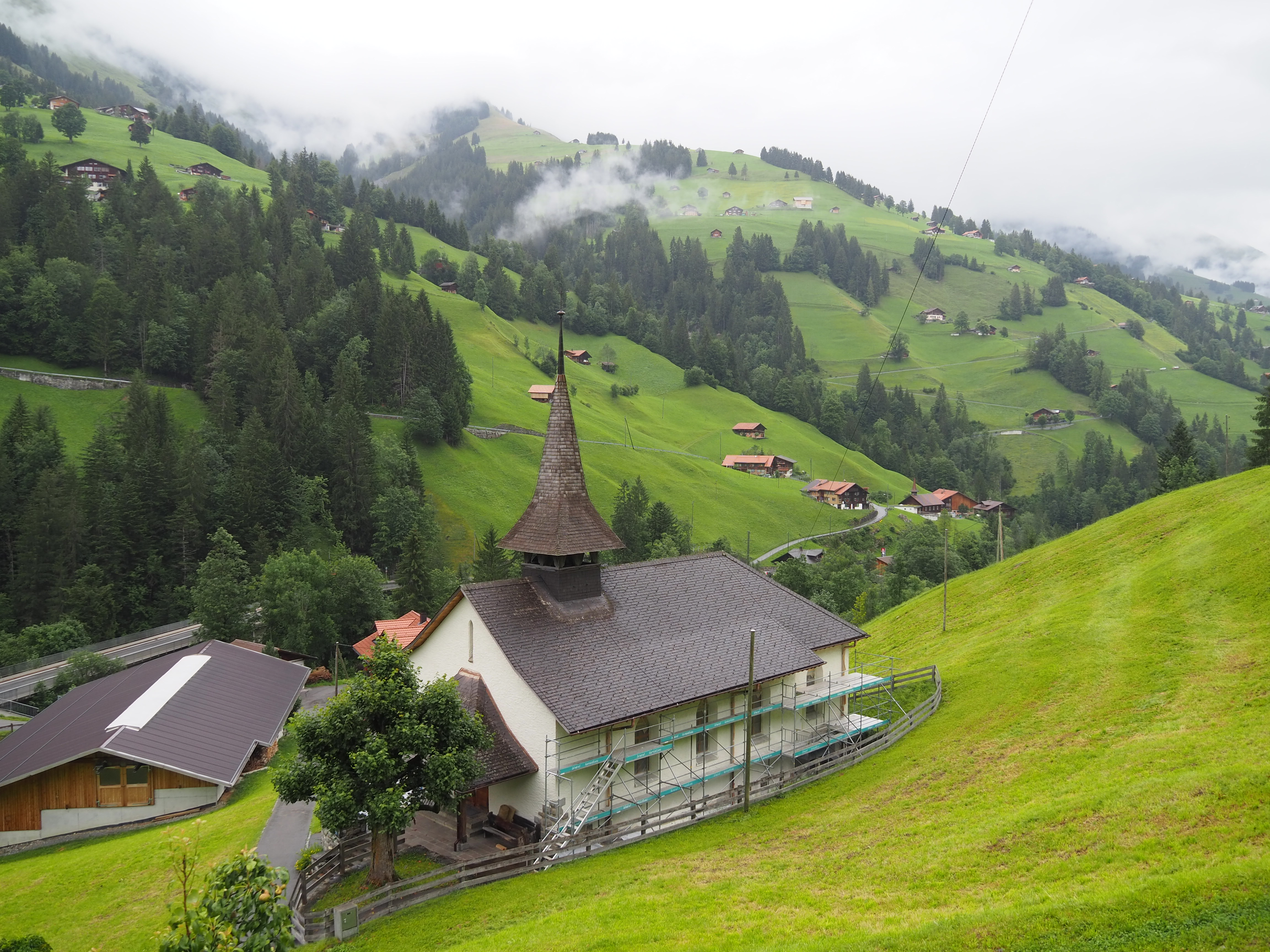
Reformierte Kirche
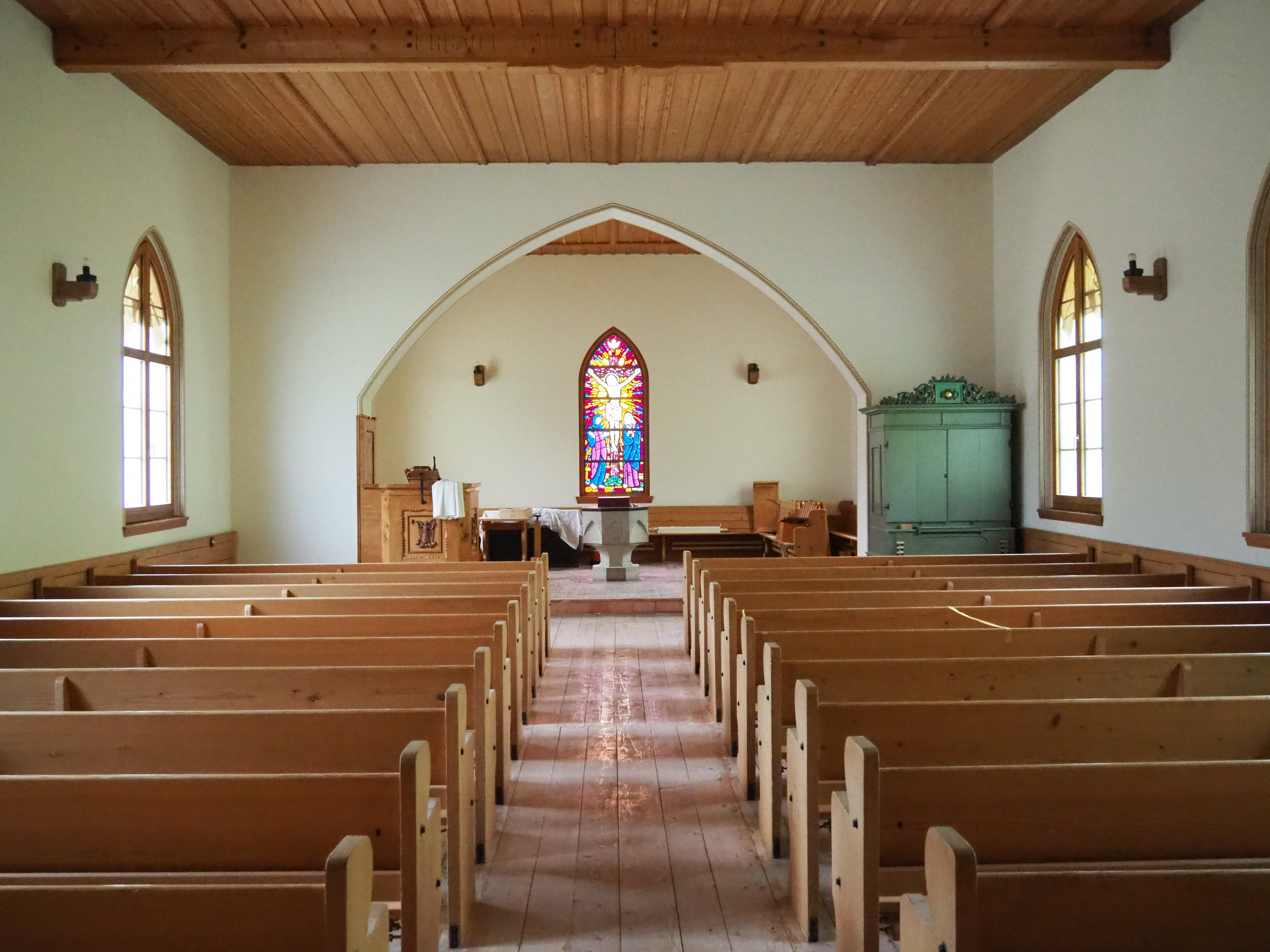
Innenraum der reformierten Kirche
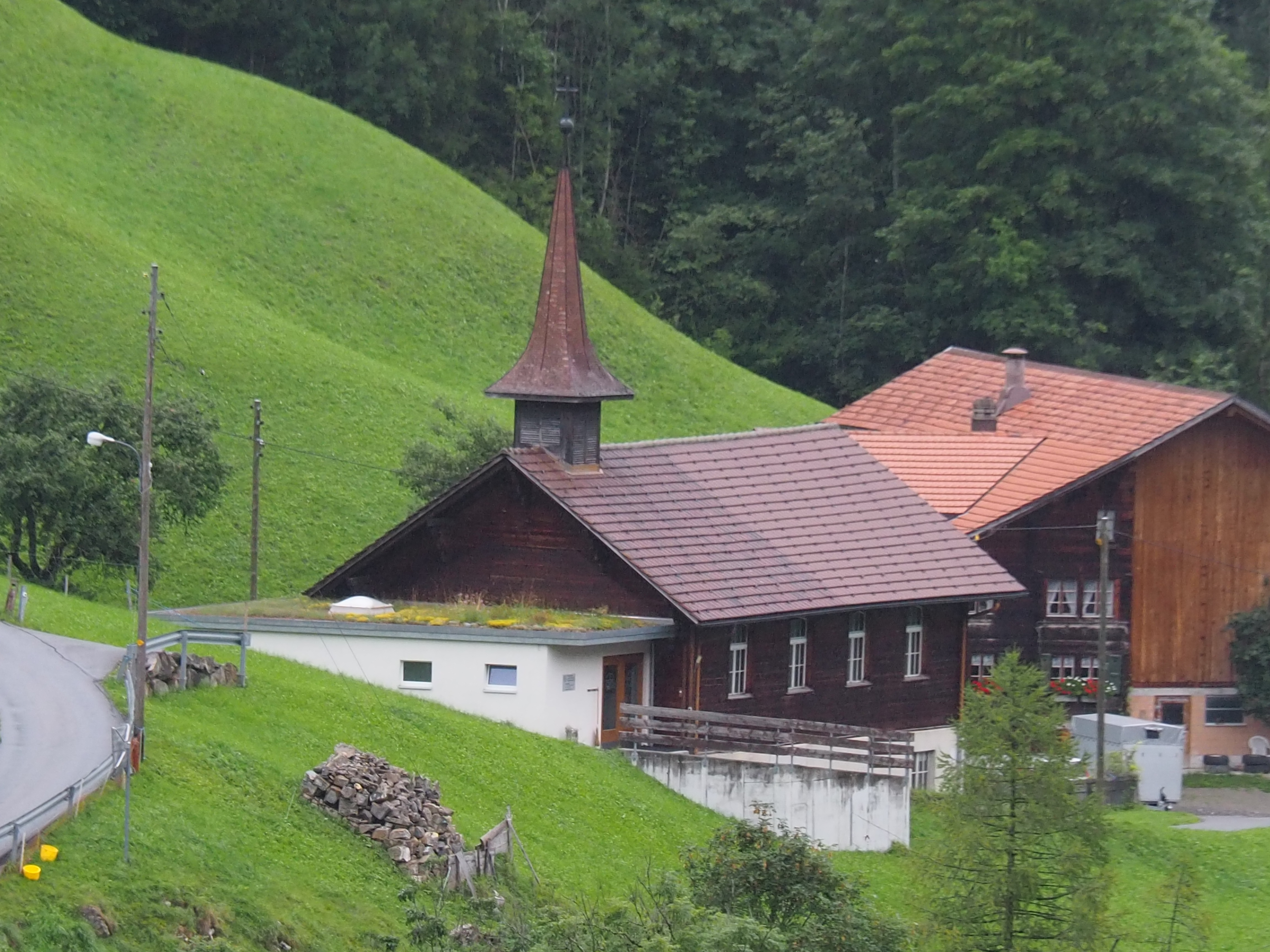
Methodistische Kirche
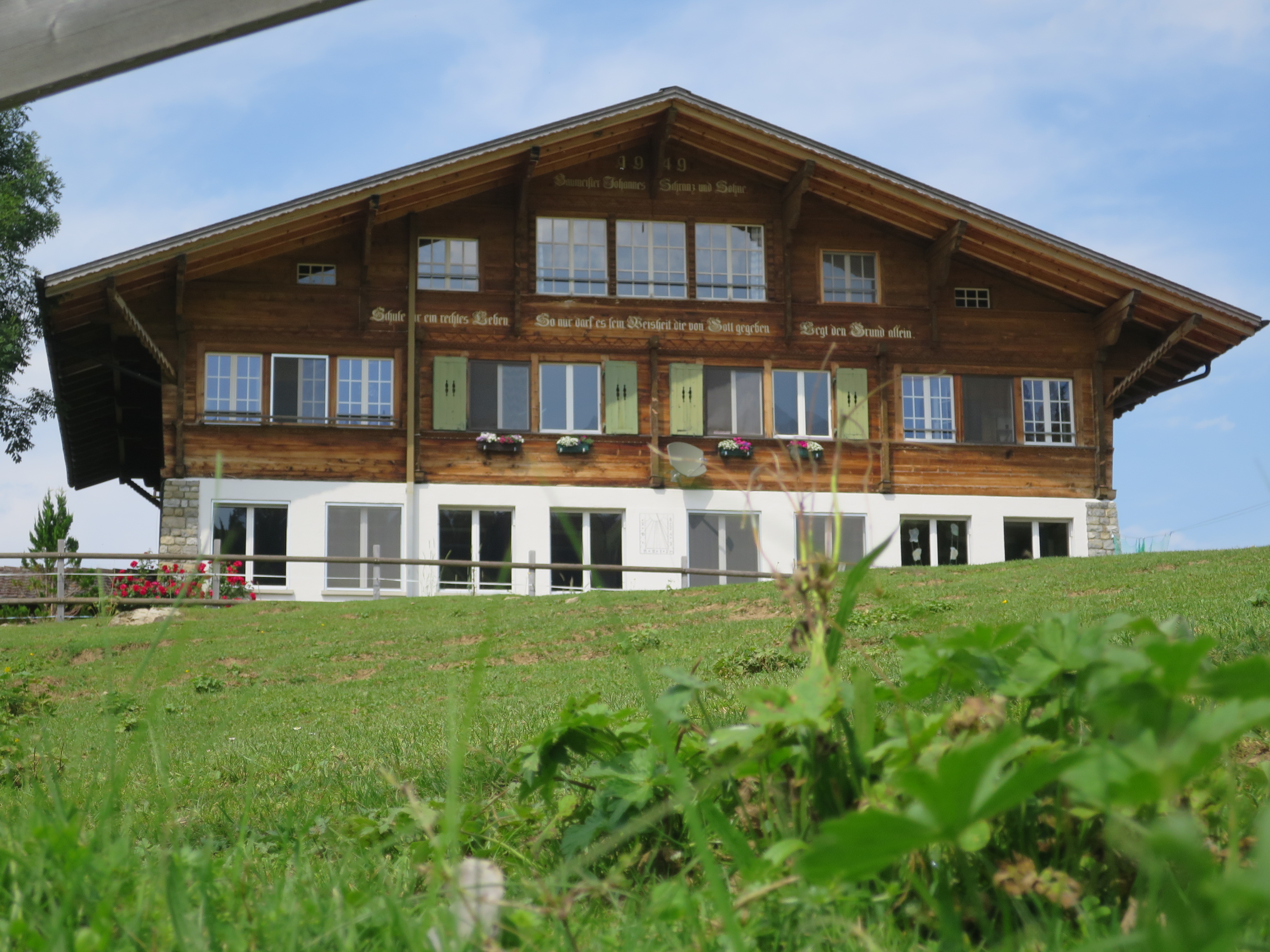
Schulhaus Elsigbach
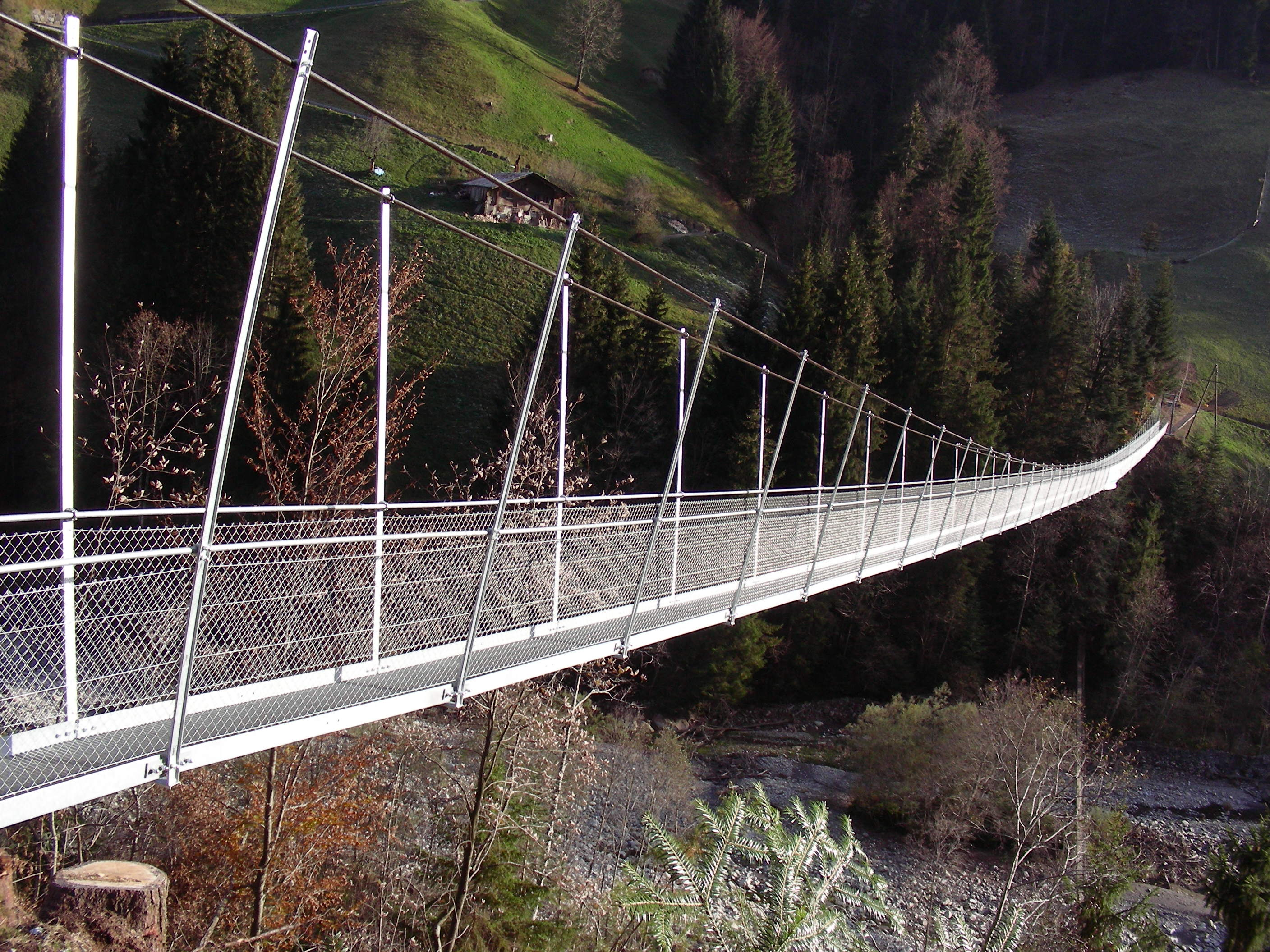
Hängebrücke Hostalden
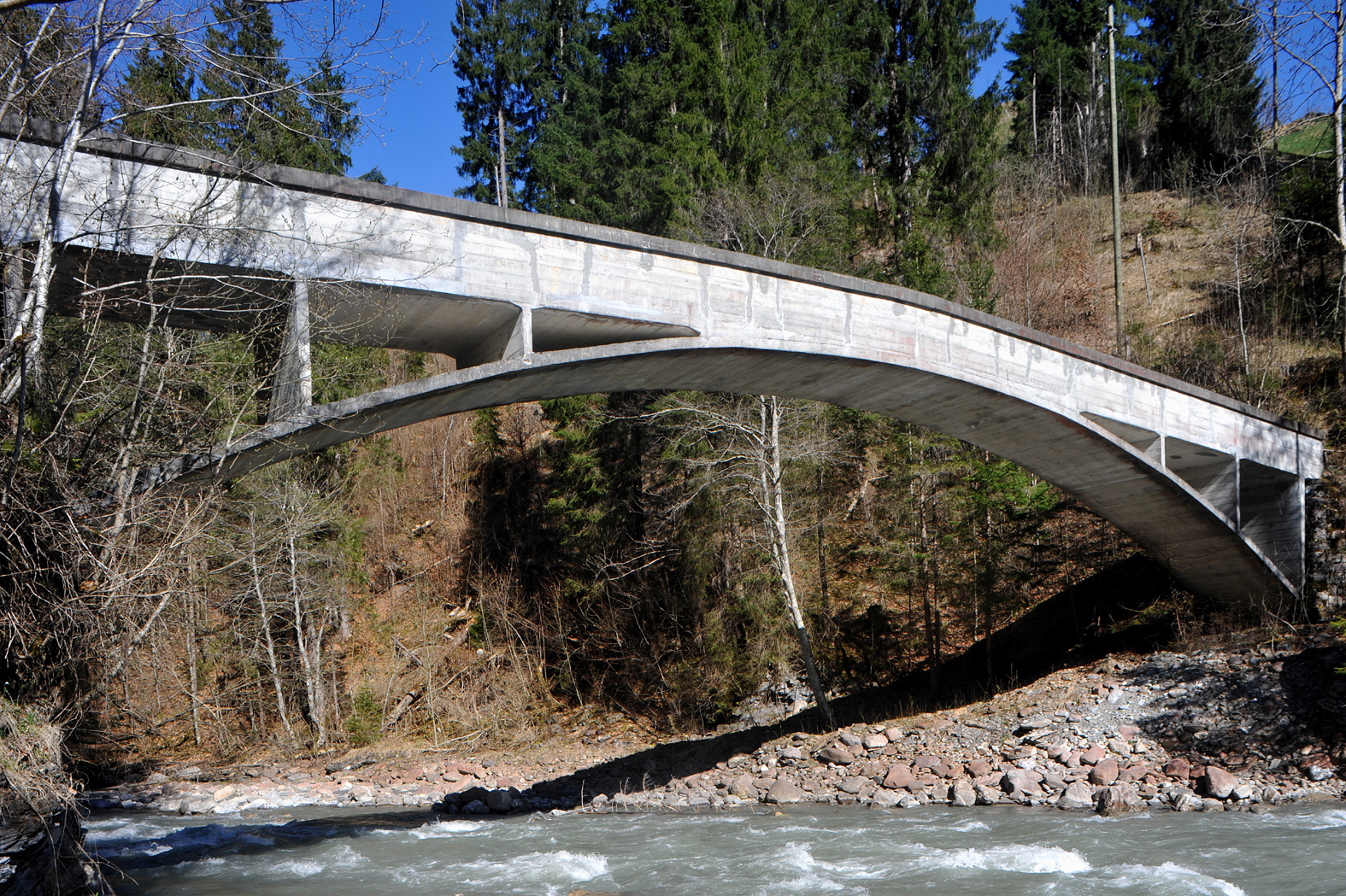
Ladholz-Brücke von 1931